# Revoltele din Kosovo din 2004
Revoltele din Kosovo din 2004 (în mass-media sârbă sunt cunoscute ca Pogromul din martie iar albanezii denumesc evenimentul Revoltele din martie) au izbucnit la 17 martie și sunt descrise ca fiind cel mai violent incident de la sfârșitul Războiului din Kosovo. Cauza directă a fost un zvon nefondat despre înecarea a trei copii albanezi de către sârbi, ceea ce a determinat 50.000 de albanezi să atace comunitățile sârbe din provincie.
Potrivit mass-mediei sârbe, în urma revoltelor 19 persoane au murit, 11 albanezi și 8 sârbi, câteva sute rănite, 4.000 de sârbi obligați să-și părăsească casele, 800 de case și 35 de biserici ortodoxe au fost vandalizate, distruse sau profanate. Vojislav Koštunica, pe atunci prim-ministrul Serbiei, a descris evenimentele ca fiind purificare etnică, însă ONU și NATO nu au împărtășit același punct de vedere. Amploarea violențelor a determinat KFOR să-și suplimenteze personalul.
Ancheta efectuată ulterior a inculpat 143 de albanezi dintre care 67 au primit închisoare de peste un an.

## Evenimentele din Kosovo

### Preambul

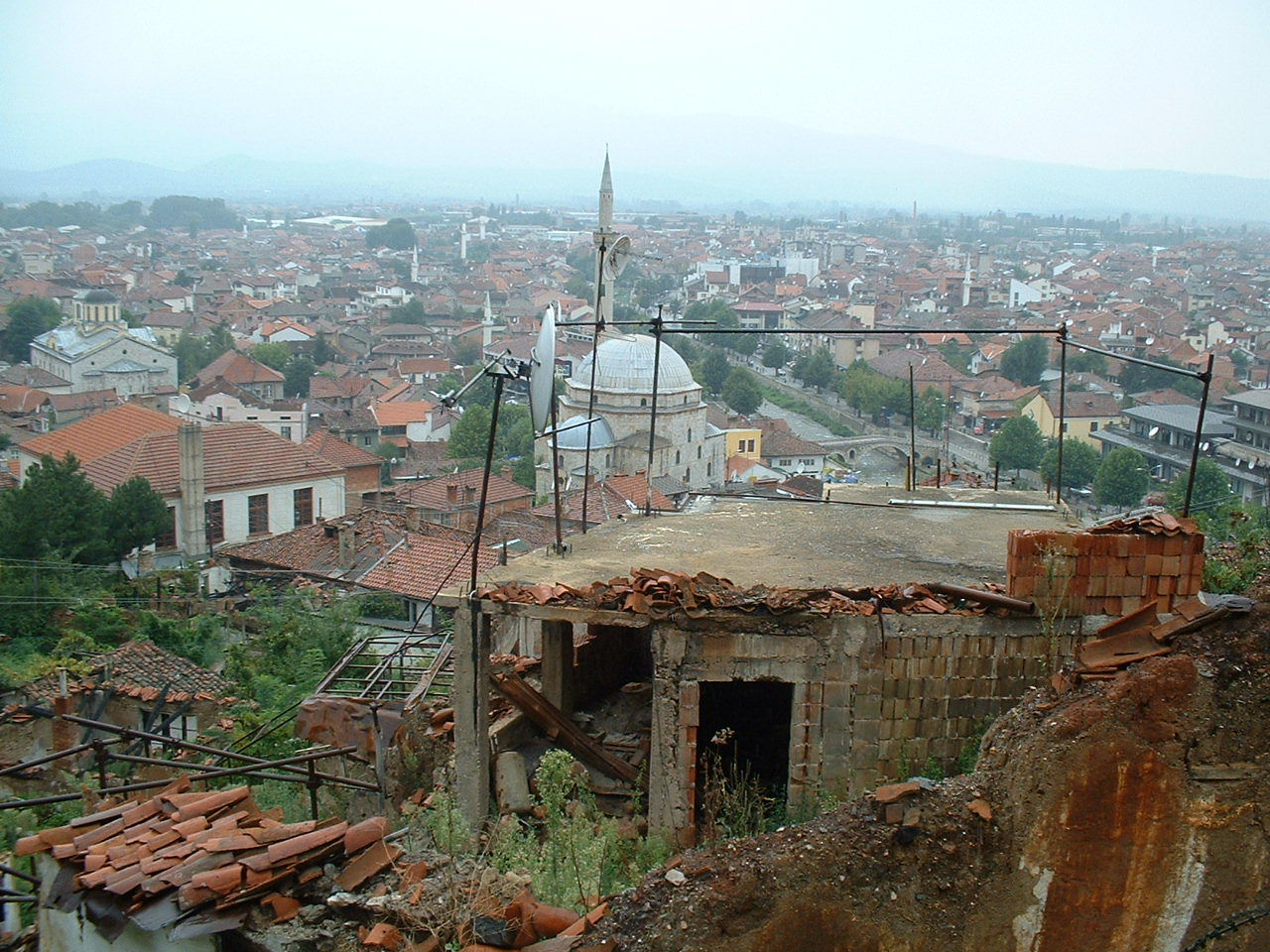
Case ale sârbilor din Prizren, distruse cu doi ani înainte de revolte.

Tensiunile etnice și disputa pe teritoriu au fost de mulți ani o problemă mare în Kosovo, culminându-se în 1999 cu Războiul din Kosovo. După sfârșitul războiului, provincia a fost administrată de ONU, sub protecția UNMIK (Misiunea de Administrație Interimară ONU în Kosovo), și securizată de KFOR (Forțele din Kosovo) condusă de NATO.
Între 150.000 - 250.000 de sârbi și romi au părăsit provincia imediat după sfârșitul războiului. Locuitorii care au decis să rămână s-au organizat în enclave sub paza forțelor de menținerea păcii. Violențele au continuat după război dar la un nivel redus. Sârbii din Kosovo susțin că sunt „hărțuiți și intimidați continuu”, deși s-a raportat că nivelul de violență a scăzut oarecum de la sfârșitul războiului. De asemenea, s-au repetat atacuri asupra bisericilor ortodoxe sârbe, sanctuarelor și altor monumente culturale, iar peste o sută dintre acestea au fost distruse sau avariate. Conflictele dintre albanezi și sârbi de asemenea au izbucnit în partea de nord majoritară sârbă, aceștia din urmă susținând că sunt hărțuiți de albanezi și alungați din case.

### Desfășurarea revoltelor
În data de 15 martie 2004 Jovica Ivić, un student sârb la medicină în vârstă de 18 ani, a fost împușcat din mașină în satul Čaglavica din centrul regiunii Kosovo. Sârbii din localitate au ieșit pe străzi organizând demonstrații și au blocat traficul în semn de protest.
Pe 16 martie, trei copii albanezi, Egzon Deli (în vârstă de 13 ani), Avni Veselit (12 ani) și Florent Veselit (9 ani) s-au înecat în râul Ibar din satul Čabar, în apropierea comunității sârbe Zubin Potok. Alți trei au supraviețuit. S-a speculat că aceștia au fost fugăriți către râul Ibar de sârbi ca răzbunare pentru împușcarea lui Ivić, din ziua precedentă, însă această afirmație nu a fost dovedită. Ancheta efectuată de poliția UNMIK a stabilit că acuzațiile albanezilor au fost false iar un purtător de cuvânt al poliției internaționale a declarat că „băieții care au supraviețuit în urma tragediei erau foarte presați de presa albaneză și politicieni să-i acuze pe sârbii din satul vecin”.
În următoarea zi, mii de albanezi kosovari s-au adunat la capătul de sud al podului din Kosovska Mitrovica, care desparte comunitatea sârbă de cea albaneză, protestând pentru decesul băieților. Sârbii s-au strâns la capătul nordic al podului pentru a opri trecerea albanezilor. Trupele KFOR au blocat podul folosind gaze lacrimogene, gloanțe de cauciuc și grenade paralizante pentru a despărți cele două tabere. Cu toate acestea, s-au deschis focuri de armă în ambele tabere cu mitraliere, pistoale și grenade, omorând cel puțin șase persoane (patru albanezi și doi sârbi) și rănind peste 300, iar unsprezece soldați pentru menținerea păcii au fost răniți, doi dintre aceștia fiind în situație gravă.
Violențele au continuat pe 18 martie cu numeroase manifestații în mai multe localități din Kosovo, în special în Čaglavica și de asemenea în Kosovska Mitrovica, Lipljan, Obilić și Priștina. În urma violențelor, 19 de persoane au murit iar alte câteva sute au fost rănite, inclusiv între 61—65 de polițiști și între 55—58 de soldați pentru menținerea păcii. Purtătorul de cuvânt al ONU, Isabella Karlowitz, susținea că 800 de case și 35 de biserici au fost distruse. De asemenea, s-a raportat că aproximativ 4.000 de persoane au rămas fără case.

## Distrugerile provocate de revolte

### Comunitățile sârbe și alte minorități

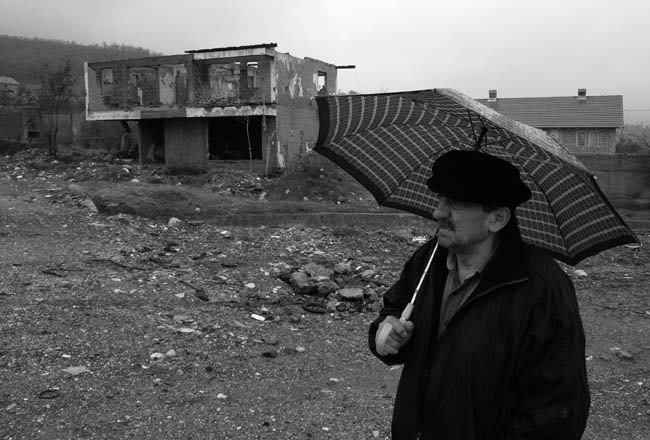
Repatriat sârb în satul Belo Polje

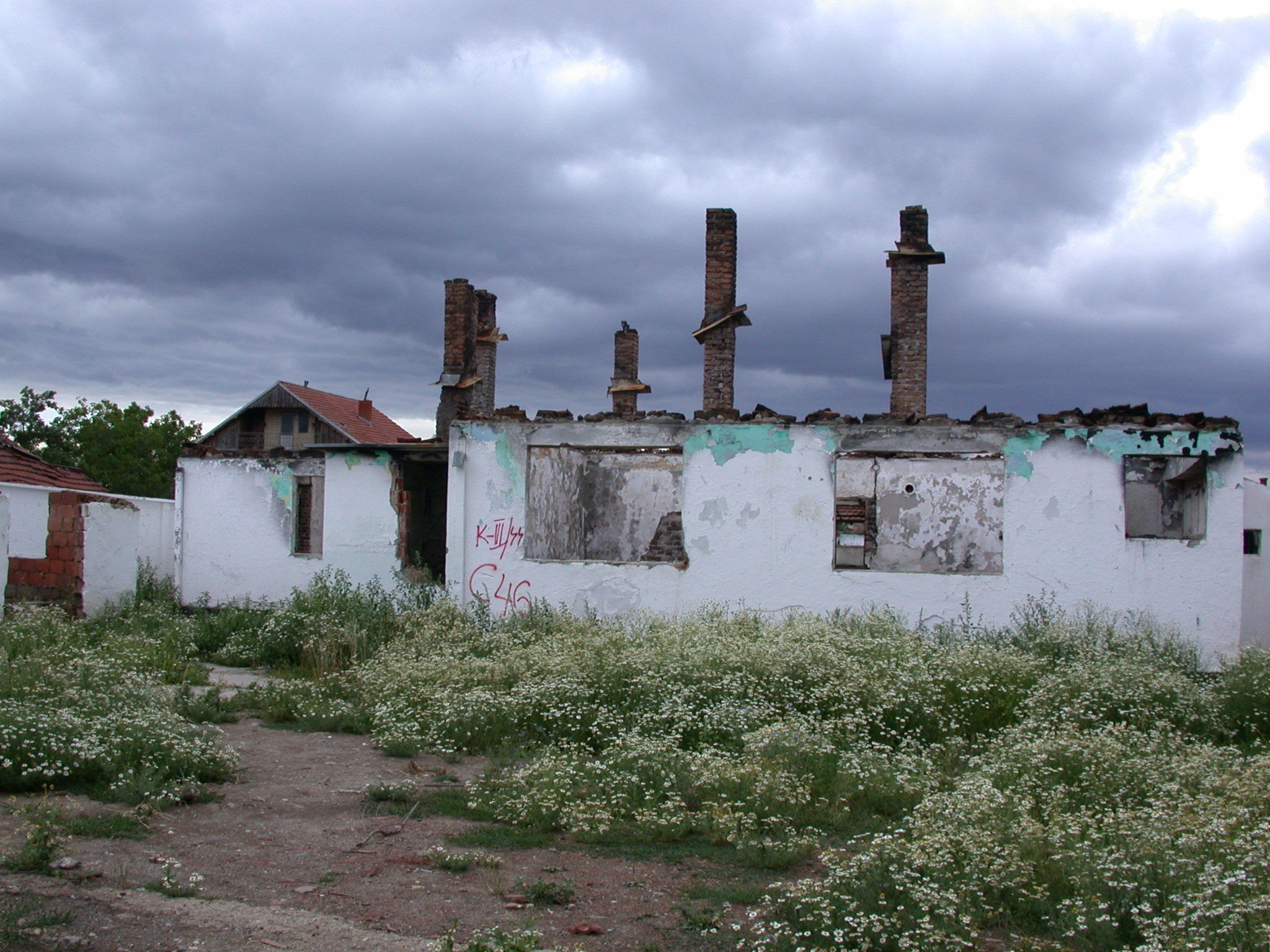
Locuințe ale minorității ashkali incendiate în Vučitrn

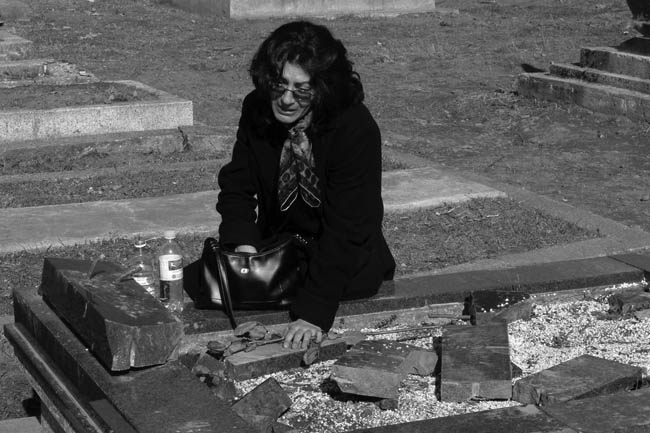
Morminte profanate în Đakovica

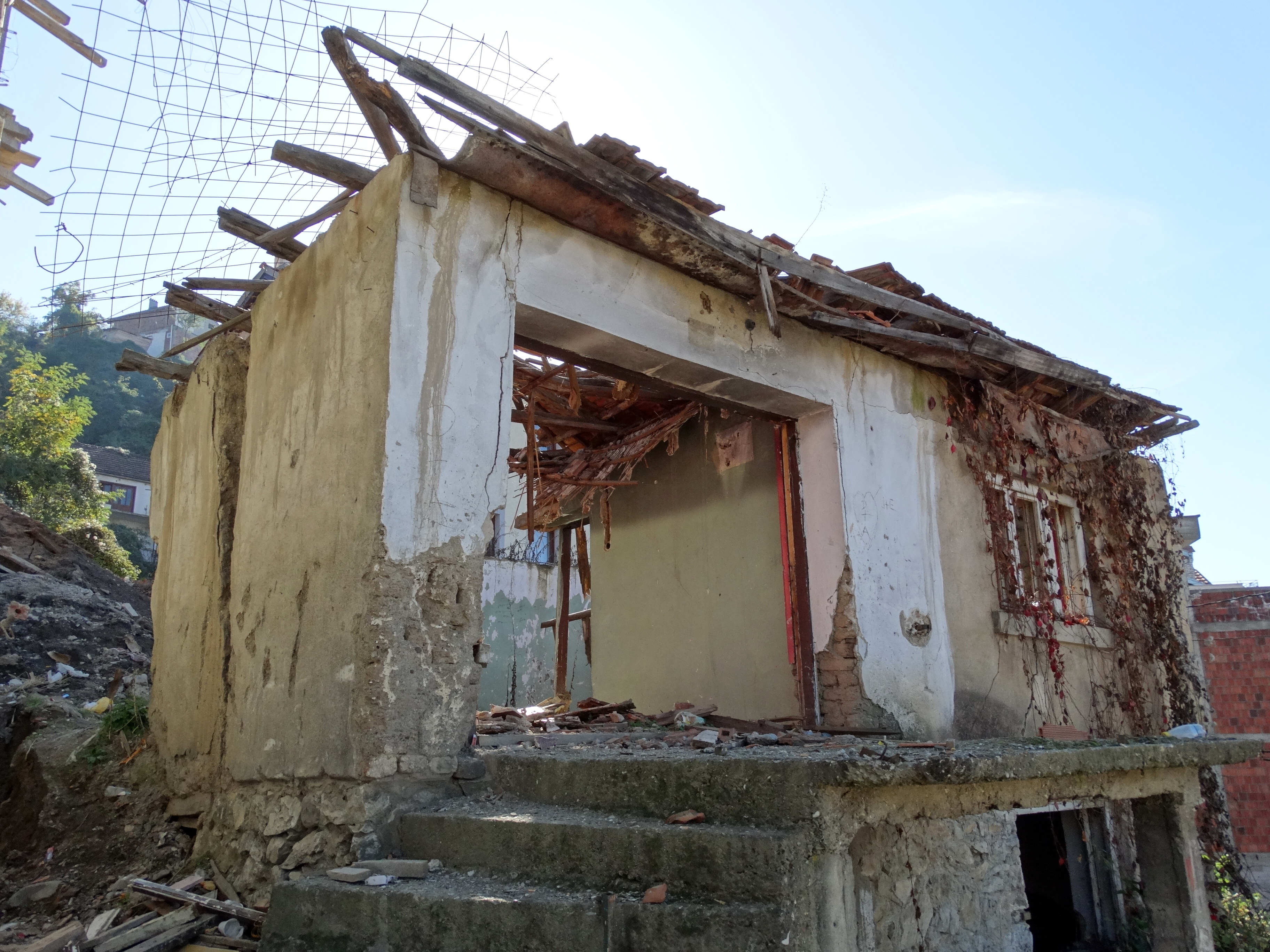
Fațada unei case locuite de sârbi distrusă în urma revoltelor din Prizren.

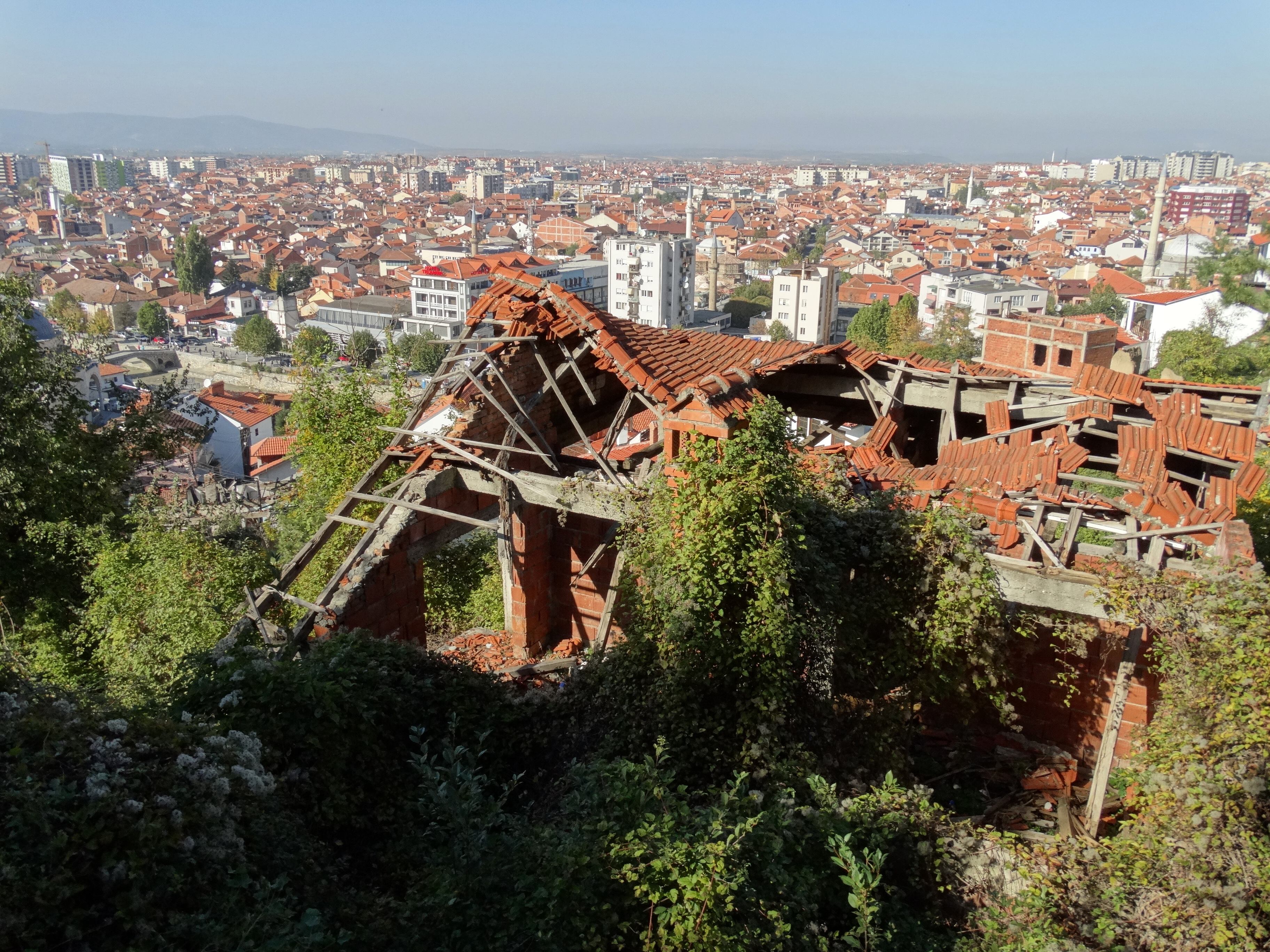
Panoramă din centrul orașului Prizren cu o casă sârbă distrusă în timpul revoltelor.

Violențele s-au răspândit rapid în diferite părți din Kosovo, iar comunitățile sârbe și monumentele religioase și culturale au fost atacate de mulțimile de albanezi. Deși trupele KFOR protejau o parte dintre acestea, nu au reușit să împiedice violențele.
Locurile unde s-au desfășurat violențele:
- Belo Polje - toți cei treizeci și patru de sârbi au fost evacuați și cele douăzeci și cinci de case au fost incendiate;[29]
- Vučitrn - toți ashkalii au fost evacuați și șaizeci și nouă de case ale acestora au fost incendiate;[29]
- Gnjilane - patruzeci de sârbi au părăsit orașul;[30]
- Drajkovce - doi sârbi uciși;[31]
- Đakovica - ultimele cinci sârboaice vârstnice din localitate au fost evacuate;[29]
- Kosovo Polje - un sârb bătut până la ucidere, poșta, școala sârbă, spitalul sârb, biserica ortodoxă sârbă și cel puțin o sută de case ale sârbilor au fost incendiate;[29]
- Lipljan - patru sârbi uciși și douăzeci și opt de case sârbe au fost incendiate;[29][32]
- Obilić - localnicii sârbi și romi au fost evacuați, nouăzeci de case și patruzeci de apartamente deținute de sârbi au fost incendiate, iar casele romilor au fost jefuite;[29]
- Priștina - locuințele sârbilor incendiate, o parte dintre aceștia au fost evacuați;[29]
- Prizren - un sârb omorât prin incendiere, cincizeci și șase de case sârbe și cinci biserici ortodoxe sârbe de importanță istorică au fost incendiate;[29]
- Slatina - ultimii nouă sârbi au fost evacuați și toate cele treisprezece case sârbe au fost jefuite și incendiate;[29]
- Svinjare - 137 de case sârbe incendiate și toți sârbii evacuați din localitate;[29]
- Čaglavica - zece case ale sârbilor au fost incendiate, zece răniți și mai mulți refugiați.[33][34]

### Lăcașurile de cult
Biserica Ortodoxă Sârbă a declarat la 18 martie, că un număr de biserici și lăcașuri din Kosovo au fost avariate sau distruse de protestatari. Evaluările efectuate de UNESCO au arătat că bisericile și mănăstirile sârbe au suferit pagube de aproape 30 de milioane de dolari. Acestea erau:
Prizren:

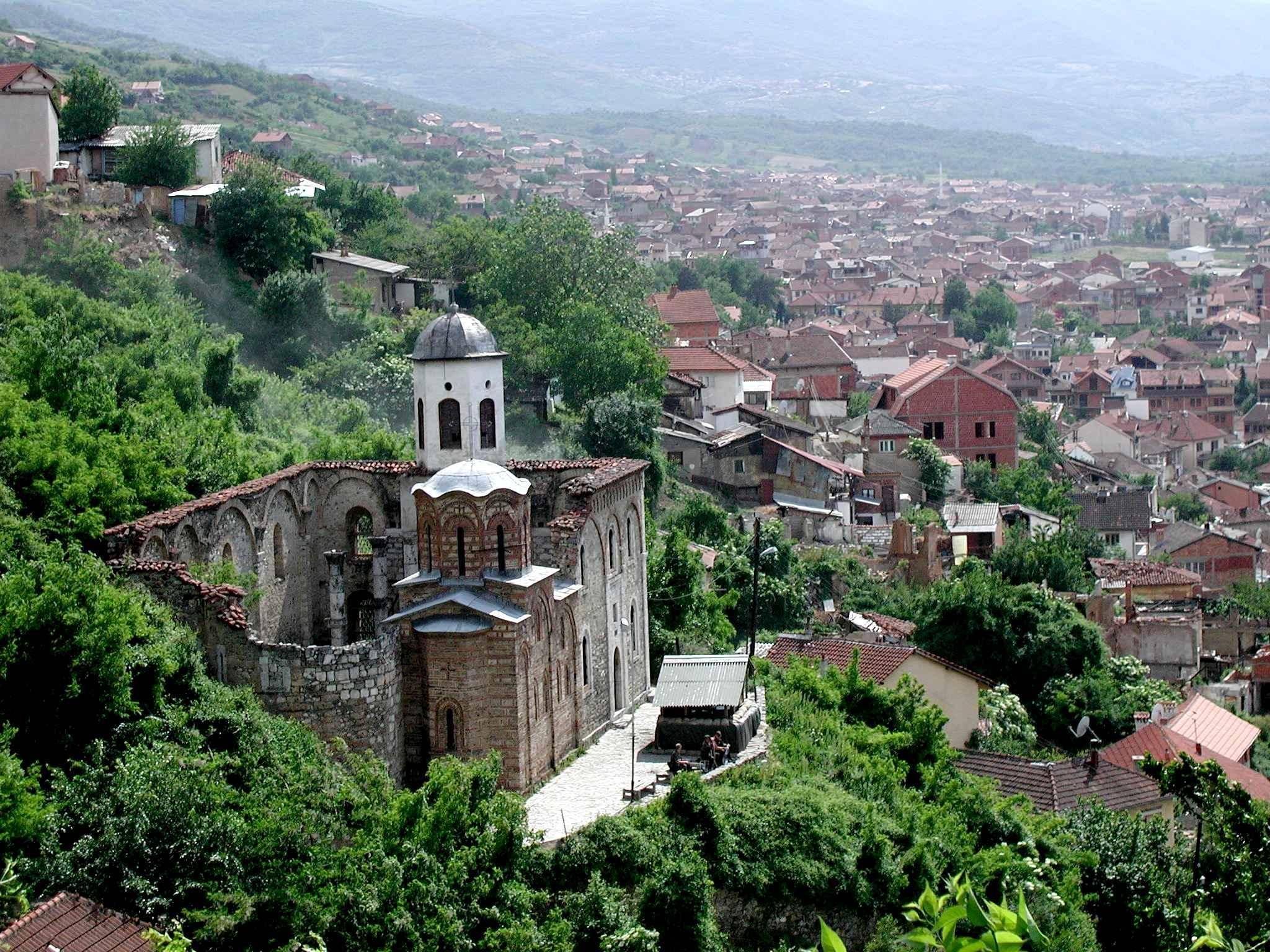
Biserica ortodoxă sârbă Hristos Mântuitorul din secolul XIV, distrusă în martie 2004.

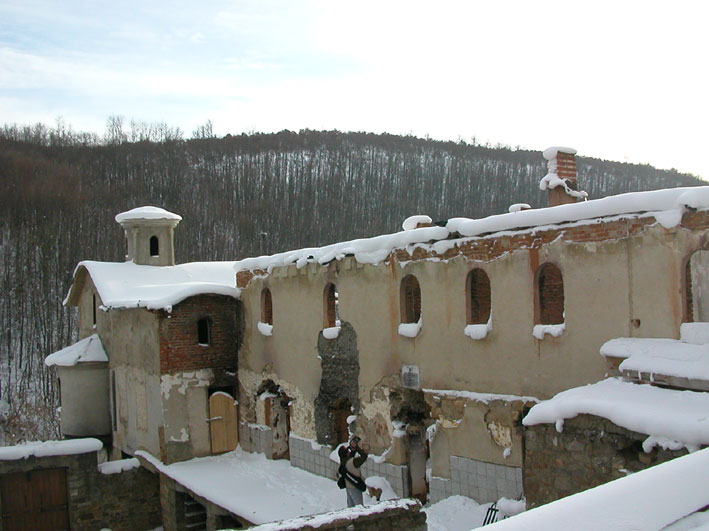
Mănăstirea Devič după ce a fost distrusă în 2004.

- Biserica Maica Domnului Ljeviš din secolul XII a fost incendiată pe 17 martie;
- Biserica Hristos Mântuitorul din secolul XIV;
- Catedrala Sfântul Gheorghe din 1856;
- Biserica Sfântul Nicolae (cunoscută și ca Biserica lui Tutić) din secolul XIV;
- Biserica Sfântul Gheorghe (cunoscută și ca Biserica lui Runović) din secolul XVI;
- Biserica Duminica Luminoasă din secolul XIV;
- Biserica Sfântul Pantelimon din secolul XIV;
- Biserica Sfinții Cosma și Damian din secolul XIV;
- Biserica Duminica Luminoasă din Zivinjane în apropiere de Prizren;
- Mănăstirea Sfinților Arhangheli din secolul XIV;

Pe lângă acestea, sediul episcopiei din Prizren și Seminarul Teologic Sfinții Chiril și Metodiu, înființat în 1880, au fost de asemenea atacate.
Orahovac:
- Biserica Duminica Luminoasă din 1852 din Brnjaca, Orahovac;

Djakovica:
- Biserica Adormirea Preasfintei Născătoare de Dumnezeu din secolele XVI-XIX;
- Biserica Sfântul Lazăr din Piskote, Djakovica;
- Biserica Sfântul Ilie din Bistrazine, Djakovica;

Srbica:
- Mănăstirea Devič din secolul XV;

Peć:
- Biserica Sfântul Ioan Botezătorul;
- Biserica Preasfintei Născătoare de Dumnezeu din Belo Polje, Peć;
- Biserica Sfântului Botezător (Sf. Ioan Botezătorul) din Pecka Banja;

Uroševac:
- Catedrala Sfântul Uroš;
- Biserica Sfântul Ilie din Nekodim;
- Biserica Sfinții Petru și Pavel din Talinovci;
- Biserica Preasfintei Născătoare de Dumnezeu din Sovtovic;

Kosovska Kamenica:
- Biserica din Donja Slapasnica, în apropiere de Kamenica;

Stimlje:
- Biserica Sfântul Arhanghel Mihail, construită în 1920;

Priștina:
- Biserica Sfântul Nicolae;

Vučitrn:
- Biserica Sfântul Ilie din secolul XIX;
- Biserica din Priluzje;

Obilić:
- Biserica incendiată;

Kosovska Mitrovica:
- Biserica Sfântul Sava din sudul orașului;

Podujevo:
- Biserica Sfântul Ilie, construită în 1929;

Istok:
- Biserica Sfinții Petru și Pavel;
- Biserica din satul Baja;

Vitina:
- Biserica Sfânta Parascheva din secolul XIX.

## Reacții

### Reacția Serbiei
Evenimentele din Kosovo au provocat o reacție agresivă pe străzile din Serbia. În după-amiaza zilei de 17 martie, mulțimile s-au adunat în Belgrad, Novi Sad și Niș protestând împotriva modului cum au fost tratați sârbii din Kosovo. În ciuda apelurilor pentru calm din partea Mitropolitului Amfilohije al Bisericii Ortodoxe Sârbe, moscheea Bajrakli din secolul XVII a fost atacată și incendiată. Moscheea Islam-aga din sudul orașului Niș, a fost de asemenea atacată și incendiată, în timp ce manifestanții au scandat: „Ucideți, ucideți albanezii!” Când poliția a ajuns la fața locului, moscheea era deja în flăcări, iar o parte din mass-media declarase că poliția nu a dat mulțimea la o parte, blocând accesul pompierilor către moschee fără să poată stinge focul. Ambele clădiri au fost amplu avariate dar salvate de la distrugerea completă prin intervenția poliției și a pompierilor. De asemenea, proprietăți ale minorităților musulmane, precum gorani, turci sau albanezi au fost vandalizate în Novi Sad și în alte orașe din Serbia. Human Rights Watch a tras concluzia că Serbia nu reușise să împiedice violențele din Novi Sad și nici nu i-a despăgubit pe proprietari.
Guvernul sârb a denunțat public violențele din Kosovo. Prim-Ministrul Vojislav Koštunica a ținut un discurs acuzându-i pe albanezii separatiști: „Evenimentele din nordul Kosovo-Metohia au arătat adevăratul caracter al separatismul albanez, caracterul său violent și terorist ... [Guvernul va] face tot ce poate pentru a opri terorismul în Kosovo”. Acesta a descris atacurile ca fiind „planificate și co-ordonate... aceasta a fost o tentativă de pogrom și purificare etnică” împotriva sârbilor din Kosovo. Koštunica a criticat vehement NATO și ONU că nu au prevenit actele de violență și a cerut să fie impusă stare de urgență în Kosovo.
Ministrul Drepturilor Minorităților din Serbia și Muntenegru, Rasim Ljajić, la rândul său musulman, afirmase „Ce se întâmplă acum în Kosovo, confirmă două lucruri: că asta este un colaps al misiunii internaționale, și o înfrângere completă a comunității internaționale”.
Sârbii, reprezentați de „Uniunea Sârbilor din Kosovo și Metohia” au descris calvarul ca un „genocid” într-o scrisoare trimisă patriarhilor Serbiei și Rusiei, președintelui Vladimir Putin și guvernului sârb, adăugând că 7 sate din perioada ocupației Germaniei din al Doilea Război Mondial au fost incendiate, iar „câteva sute” incendiate „sub protecția trupelor creștine din Europa și America” iar tot ce „a fost păstrat în perioada fascistă a fost distrus în prezent”. Satele sârbe neatinse sunt considerate „lagăre de concentrare” datorită lipsei libertății de deplasare, curentului electric și a căldurii. Potrivit scrisorii, după 1999, au avut loc 8.500 de omucideri sau dispăruții care nu erau de etnie albaneză și niciun făptaș nu a fost tras la răspundere. Aceștia consideră o posibilă secesiune a provinciei Kosovo de către guvernul sârb „ca o trădare a statului de neiertat nici de Dumnezeu, nici de popor”.
În 2011, după șapte ani de la incident, Ministrul sârb de Externe, Vuk Jeremić, a declarat la Wheaton College din Chicago:
„În mai puțin de 72 de ore, 35 de biserici și mănăstiri au fost incendiate, multe datau din secolul XIV sau chiar mai devreme, reprezentând o pierdere irecuperabilă pentru omenire. Zeci de persoane au murit. Câteva sute au fost rănite. Mii de case și magazine au fost rase la pământ. Mai mult de 4.000 de sârbi kosovari au fost expulzați din propriile case.”

### Reacția comunității internaționale
Comunitatea internațională a fost luată prin surprindere din cauza creșterii bruște a violențelor. De la sfârșitul anului 1999, regiunea din Kosovo a fost liniștitoare deși au avut loc mici ciocniri în ultimii cinci ani și o tensiune continuă între sârbi și albanezi. Reprezentanții comunității internaționale au stabilit la acea vreme că „violența motivată etnic împotriva sârbilor din Kosovo a fost planificată și bine orchestrată”.
Trupele KFOR au închis granița dintre provincia Kosovo și Serbia și Muntenegru iar aeroportul internațional a fost închis. NATO anunțase la 18 martie că vor trimite încă 1.000 de militari, din care 750 din partea Marii Britanii, pentru a suplimenta cele 18.500 de trupe deja prezente.
Organizația Națiunilor Unite și Uniunea Europeană au făcut apel la calm, cerându-le liderilor locali să-și țină în frâu suporterii. Kofi Annan, Secretarul General al Națiunilor Unite, a îndemnat ambele părți să coopereze cu forțele de menținerea păcii, reamintindu-le albanezilor kosovari că au responsabilitatea „să protejeze și să susțină drepturile tuturor oamenilor din Kosovo, în special al minorităților”.
Un oficial al OSCE din Austria a descris evenimentele ca un plan orchestrat de a-i alunga pe ultimii sârbi, pe când un oficial UNMIK anonim susținea că evenimentul a fost Noaptea de cristal din Kosovo. Comandantul Flancului Sudic al NATO, amiralul Gregory G. Johnson, spunea pe 19 martie că violențele aveau ca scop purificare etnică a sârbilor de către albanezi. Pe 20 martie, Harri Holkeri, administratorul ONU pentru Kosovo, le-a spus jurnaliștilor „Probabil că începutul a fost spontan dar după început anumite grupări extremiste au avut oportunitatea să orchestreze situația și din acest motiv lucrăm insistent să-i aducem pe făptași în fața justiției”.
Potrivit organizației Amnesty International, cel puțin 19 persoane au murit - 11 albanezi și opt sârbi - și aproape o mie rănite pe când 730 de case deținute de minorități, în mare parte de sârbii kosovari, precum și 35 de biserici ortodoxe, mănăstiri și alte locuri religioase și culturale au fost avariate sau distruse. În mai puțin de 48 de ore, 4.100 de membrii ai comunităților minoritare au fost strămutate (mai mult de 3.664 de persoane care s-au întors în 2003), din care 82% erau sârbi iar celelalte 18% erau romi și așkali precum și o estimare de 350 de albanezi din zonele majoritare sârbe din Kosovska Mitrovica și Leposavić.
 Fatos Nano, Prim Ministrul Albaniei, le-a cerut albanezilor din Kosovo să dea dovadă de autocontrol, să rămână calmi și să coopereze cu instituțiile legitime din Kosovo pentru a readuce pacea și stabilitatea în regiune.
 Danemarca a promis să trimită încă 100 de soldați de menținere a păcii în regiune, după ce violențele au început.
 Peter Struck, Ministrul Apărării din Germania, anunțase la 19 martie că 600 de soldați de menținerea păcii vor fi trimiși pentru a suplimenta forțele germane din Kosovo, iar implementarea va avea loc pe 20 martie.
 Franța promisese că va trimite imediat încă 400 de trupe în regiune, după ce violențele izbucniseră.
 Marea Britanie a trimis încă 750 de soldați pentru menținerea păcii, ce au ajuns în regiunea capitalei Priștina după 24 de ore de la primul atac, pentru a suplimenta trupele britanice deja aflat în zonă.
 Președintele Ion Iliescu a declarat că situația din Kosovo devine „un pericol major la adresa păcii și stabilității în Balcani” și îndemna toate părțile implicate în ciocnirile violente din ultimele zile să dea dovada de rațiune și reținere.” De asemenea, a susținut că „nu putem asista pasiv la acte de epurare etnică” și a cerut întrunirea Consiliului de Securitate al ONU. Premierul român, Adrian Năstase, a declarat că „trebuie sa încurajăm suplimentarea numărului de trupe în Kosovo, iar cei care sprijină atacurile să fie aduși în fața justiției cât mai repede posibil”.
 Vladimir Putin, Președintele Rusiei, a declarat că „Rusia nu poate privi indiferentă ce se întâmplă acolo. În plus, colegii noștri din Vest recunosc că nu este decât purificare etnică și trebuie să existe o reacție dură în această situație pentru a-i proteja pe sârbi”. Pe 19 martie, Duma Rusiei a prezentat o rezoluție (397 la 0 voturi) cerând întoarcerea trupelor din Serbia și Muntenegru în provincie. Rusia a condamnat neputința organizațiilor internaționale de a împiedica violențele.
 Scott McClellan, purtătorul de cuvânt al Casei Albe, i-a înștiințat pe reporteri că administrația Bush a cerut „tuturor grupurilor să oprească violențele și să se abțină la violență”. De asemenea, Departamentul de Stat al Statelor Unite ale Americii și-a repetat apelul să înceteze violențele, precizând: „escaladarea violenței amenință procesul de democratizare și reconciliere în Kosovo și trebuie să înceteze”.

### Reacția politicienilor albanezi kosovari
Politicienii albanezi kosovari precum Președintele Ibrahim Rugova și Prim Ministrul Bajram Rexhepi s-au alăturat șefului UNMIK, Harri Holkeri, comandantului NATO din sud, Gregory Johnson și altor oficiali KFOR să condamne violențele și făcând apel pentru pace în Kosovo.
Hashim Thaçi, fostul lider al Armatei de Eliberare din Kosovo (UÇK), a respins partajarea provinciei Kosovo pe criterii etnice menționând că independența este o pre-condiție pentru stabilitate în regiune. De asemenea, a afirmat că „Kosovo, NATO și Occidentul nu au luptat pentru Kosovo numai pentru albanezi, și nici pentru un Kosovo guvernat prin violență... Violența nu este calea de a rezolva probleme, violența creează numai probleme”.

## Ancheta
Poliția kosovară a format o echipă specială de investigație pentru a rezolva cazurile legate de frământările din 2004 iar potrivit Consiliului Judiciar din Kosovo la sfârșitul anului 2006 cele 362 de acuzații completate de procurorii infracțiunilor municipale și districtuale în legătură cu frământările s-au ajuns la 200 de inculpări: condamnarea a 134 de cazuri, iar instanțele judecătorești au achitat opt și revocat 28; 30 de cazuri au fost suspendate. Procurorii și judecătorii internaționali s-au ocupat de cele mai susceptibile cazuri. Până în martie 2010, 143 de albanezi kosovari au fost condamnați, dintre care 67 au primit pedepse cu închisoarea de peste un an.